# Simeon ten Holt
Simeon ten Holt (24. ledna 1923 – 25. listopadu 2012) byl nizozemský skladatel vážné hudby. Jeho učitelem byl Jakob van Domselaer, od něhož převzal zájem o vztahy mezi hudbou a výtvarným uměním i hudbou a matematikou. Stejně jako van Domselaer také ten Holt používal klavír jako hlavní hudební nástroj svých skladeb. Simeon ten Holt si vytvořil osobitý minimalistický hudební jazyk, organizující hudební dílo jako soubor hudebních buněk, jež hráči dle libosti opakují. Nejznámějším ten Holtovým dílem je Canto Ostinato z roku 1976.